# Fabian Dahlem

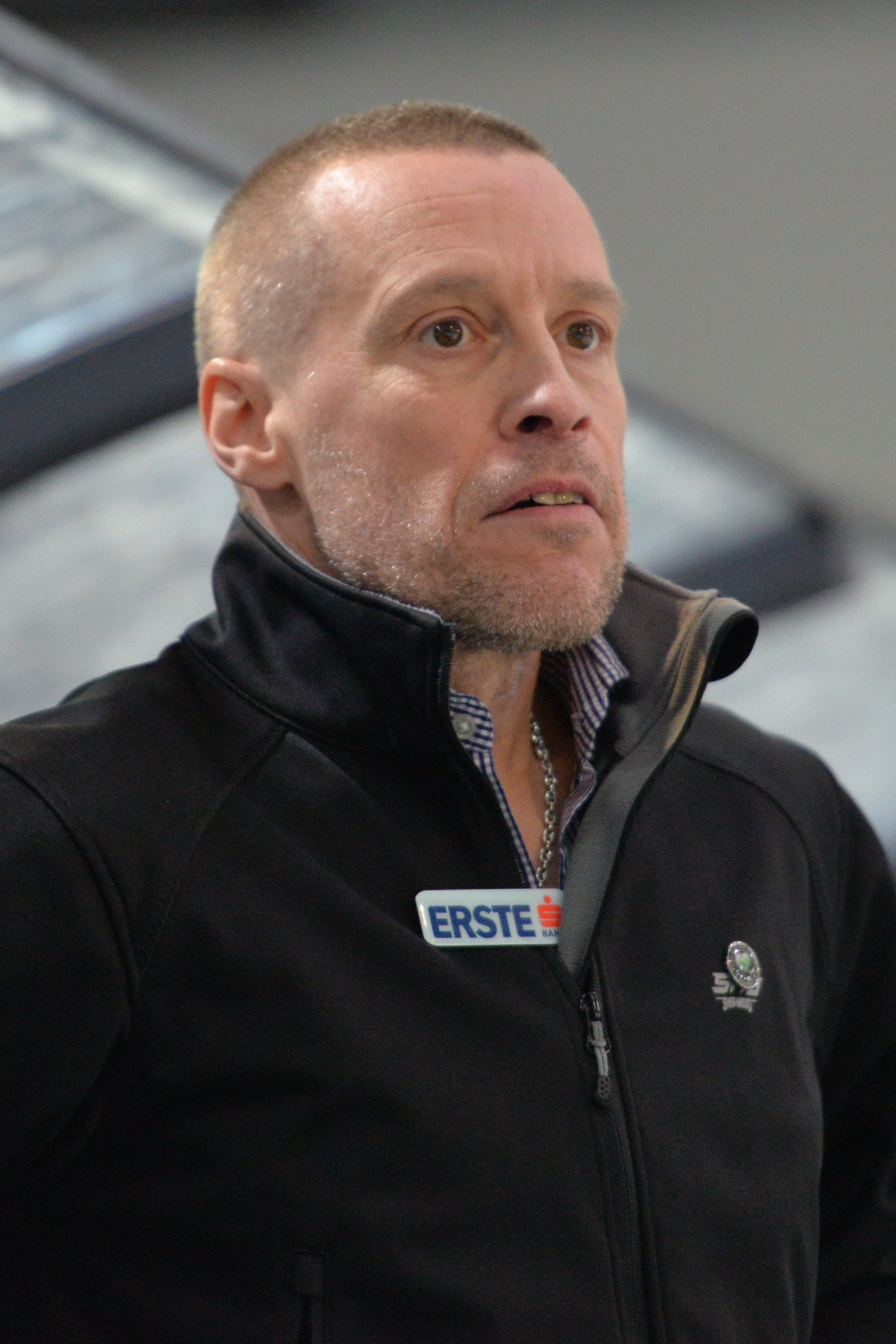
Fabian Dahlem 2015

Fabian Dahlem (* 6. Januar 1966 in Rosenheim) ist ein ehemaliger deutscher Eishockeytorwart und heutiger Trainer.

## Karriere
Dahlem war in seiner Spielerkarriere als Torwart unter anderem in der Eishockey-Bundesliga, der 2. Bundesliga und der Deutschen Eishockey Liga sportlich aktiv.
Seine Trainerkarriere begann Dahlem beim SC Mittelrhein-Neuwied in der Eishockey-Oberliga in der Saison 2002/03. Als er anschließend beim ERC Ingolstadt tätig war, wechselte er während der Saison 2003/04 zum ESV Kaufbeuren in die 2. Bundesliga, nachdem sich Kaufbeuren von ihrem Trainer Sergej Svetlow getrennt hatte.
Zur Spielzeit 2004/05 wechselte er als Co-Trainer zu den Kassel Huskies, bei denen er zunächst an der Seite Milan Mokrošs und anschließend Bernhard Englbrechts in der Deutschen Eishockey Liga stand. Mit Stéphane Richer stieg er zur Saison 2005/06 mit den Kassel Huskies in die 2. Bundesliga ab, qualifizierte sich jedoch zwei Jahre später in der Spielzeit 2007/08 erneut für die DEL.
Zusätzlich wurde Dahlem im Oktober 2007 in den Trainerstab der U20-Nationalmannschaft berufen und war an der Seite Ernst Höfners als Co-Trainer aktiv.
Sein Vertrag Co-Trainer bei den „Huskies“ lief bis zur Saison 2009/10. Danach übernahm er in Kassel das Amt des sportlichen Direktors. Nach der Insolvenz des Vereins wurde Dahlem entlassen. Zur Saison 2011/12 wurde der Rosenheimer Trainer des Zweitligisten Eispiraten Crimmitschau. Am 23. April 2014, nach Sicherung des Klassenerhalts der Crimmitschauer, trennten sich Verein und Dahlem voneinander. Im Anschluss daran war er bis Jänner 2016 bei HDD Olimpija Ljubljana in der Österreichischen Eishockey-Liga tätig.
Im Februar 2016 übernahm Dahlem den akut abstiegsgefährdeten DEL2-Club Heilbronner Falken als Trainer. Sportlich gelang der Klassenerhalt nicht, doch durch das Aufrücken der Fischtown Pinguins in die DEL erhielten die Falken als Nachrücker eine Zweitliga-Lizenz. In der Saison 2016/17 stellt sich unter Dahlem kein dauerhafter sportlicher Erfolg ein. Der Verein, zu diesem Zeitpunkt Tabellenvorletzter, gab am 27. Februar 2017 die Trennung von Dahlem als Trainer bekannt.
Zur Saison 2017/18 übernahm Dahlem die Funktion des Torwarttrainers beim ERC Ingolstadt aus der Deutschen Eishockey Liga und war zeitgleich Assistenztrainer. Vom ERCI wurde er im September 2019 an die Eispiraten Crimmitschau verliehen und stand dort Trainer Daniel Naud zur Seite. Vor der folgenden Saison 2020/21 wechselte Naud zu den Bietigheim Steelers und Dahlem folgte ihm Ende September 2020. 2021 schafften die Steelers den Aufstieg in die DEL, zwei Jahre später folgte der Abstieg in die DEL2. Im Oktober 2023 wurde Dahlem von den Steelers entlassen. Im Juli 2025 trat Fabian Dahlem dem Glasgow Clan als Torwarttrainer und Teamberater bei.

## Erfolge
- 1997 Meister der 1. Liga mit dem EHC Neuwied
- 1997 DEB Ligapokalsieger mit dem EHC Neuwied
- 2001 Meister der 2. Bundesliga mit dem ERC Ingolstadt
- 2021 DEL2-Meisterschaft mit den Bietigheim Steelers